# Frittenschuh
Ein Frittenschuh, auch Filtertiegeluntersetzer, ist ein in chemischen Laboratorien verwendeter Untersetzer für Filtertiegel mit Fritte. Ein Frittenschuh besteht meistens aus Hartporzellan. Formen existieren in flacher und runder Form. Sie sind ähnlich wie der Tiegelschuh aufgebaut und werden analog verwendet. Meist sind sie rund und umlaufend niedrigwandig aufgekantet und besitzen einen Innendurchmesser, der geringfügig größer als der Außendurchmesser des Filtertiegels ist.